# Temeraria
Temeraria è un album del 2012 della cantautrice italiana Lighea, pubblicato sei anni più tardi del suo album precedente, la ristampa di Tania.

## Il disco
L'album contiene nuove versioni di alcuni dei successi di Lighea: "Ho", "Le cose che non riusciamo a terminare mai" e "Rivoglio la mia vita". L'album anche contiene il brano "Miele e Veleno", presente su CD per la prima volta. Cinque brani inediti sono anche parte dell'album, tra cui è il singolo "Le viole".
Lighea, inoltre, ha offerto la possibilità ad alcuni studenti di arte di realizzare la copertina ed il booklet del album.
Al fine di promuovere il suo nuovo lavoro, Lighea anche ha intrapreso un tour solo in Italia: Il Mio Canto Libero Tour.

## Tracce
1. Miele e veleno
2. Un giorno qualunque
3. Ho
4. In un angolo
5. Mario è una rivoluzione
6. Senza garanzie
7. Le viole
8. Le cose che non riusciamo a terminare mai
9. L'attesa
10. Rivoglio la mia vita

## Promozione
Il primo singolo estratto dall'album in Italia è Le viole, uscito nel 26 gennaio 2012. Il 3 giugno è uscito il secondo singolo estratto dall'album, Mario è una rivoluzione. Il 15 novembre è uscito il terzo singolo estratto dall'album, L'Attesa, confermato nel Facebook ufficiale della cantante.